# Motech
Motech Industries Inc.（モテック、茂迪股份有限公司）は台湾台南市に本拠を置く台湾最初かつ最大手の太陽電池メーカーである。太陽電池セルのメーカーとして世界第5位（2016年）。太陽電池製造の全工程（シリコンパウダー→インゴット→セル→モジュール（パネル））ノーハウを持っている。
太陽電池の製造を除き、太陽光発電の設計・建設（EPC）も行っている。

## 沿革
鄭福田は大学の同窓左元淮博士（アメリカ航空宇宙局（NASA）、国立再生可能エネルギー研究所（NREL）歴任）と共に1981年に高機能計測機器の製造会社を設立し、当時の社名が「Meter International Corporation」だった。1997年に光電事業部を設立し、台湾最初の太陽電池メーカーとなり、社名を「Motech Industries Inc.」に変更。
2006年に中国蘇州で工場を設立し、2008年に量産開始、2009年の生産能力が130MWに達成した。同年、世界最大（市場シェア1位）の半導体製造ファウンダリTSMCの出資を受け、TSMCが筆頭株主となる。
2010年に米国大手総合電機メーカーGEのモジュール事業を買収し、「Motech Americas LLC」を設立。同年、日本北海道大手建設会社伊藤組土建と共同出資会社「伊藤組モテック」を設立し、日本での製造・販売を始めた。伊藤組モテックは2016年に社名を「Motech Japan」（モテック ジャパン）に変更。
2014年に台湾大手太陽電池メーカーTopcell（聯景光電）を買収し、生産能力を3GWに拡大した。2015年に中国の徐州と馬鞍山で工場を設立した。

## 参照資料
1. ↑  Taiwan: Motech Solar
2. ↑  2008 Taiwan International Photovoltaic Forum
3. 1 2 3 4  http://www.motechsolar.com/tw/aboutus.php